# Jakub Houška
Jakub Houška (ur. 21 września 1987 w Pradze) – czeski wioślarz.

## Osiągnięcia
- Mistrzostwa Europy – Brześć 2009 – czwórka podwójna – 18. miejsce[1].
- Mistrzostwa Europy – Montemor-o-Velho 2010 – dwójka bez sternika – 8. miejsce[1].
- Mistrzostwa Europy – Montemor-o-Velho 2010 – dwójka ze sternikiem – 3. miejsce[1].